# اسیریس-رکس
اُسیریس-رِکس (به انگلیسی: Origins, Spectral Interpretation, Resource Identification, Security, Regolith Explorer)، یا (OSIRIS-REX)، به معنای: ریشه‌ها، تفسیر طیفی، شناسایی منابع، ایمنی، سنگپوش (لایهٔ بیرونی سیارک یا سیاره)، یک مأموریت برنامه‌ریزی شدهٔ ناسا برای بررسیِ سیارک و بازگرداندن نمونه بود. راه‌اندازی این پروژه برابر برنامه‌ریزی قبلی، در ۸ سپتامبر ۲۰۱۶ بدون تأخیر انجام شد. کاوشگر اُسیریس-رکس در این مأموریتِ «بررسی و بازگشت» یک نمونه (برگرفته از سیارک ۱۰۱۹۵۵ بن‌نو؛ که پیش‌تر مأموریت ۱٬۹۹۹ آر کیو ۳۶ نامیده شده بود) و یک سیارک کربنی است را، در سال ۲۰۲۳ برای تجزیه و تحلیل دقیق با خود به زمین آورد. انتظار می‌رود بررسی این مواد دانشمندان را قادر به یادگیری بیشتر در مورد زمان پیش از شکل‌گیری و تکامل منظومهٔ خورشیدی، مراحل اولیهٔ شکل‌گیری سیاره، و منبع ترکیبات آلی که منجر به پیدایش زندگی در زمین شده کند.
این مأموریت و مطالعهٔ مواد سیارک کربنی بن‌نو، دانشمندان را در یافتن پاسخ‌های تازه‌ای در مورد مراحل ابتدایی پیدایش و فرگشت یاری خواهد داد. اُسیریس-رکس نخستین فضاپیمای ایالات متحده است که مأموریت بازگرداندن نمونه از یک سیارک را انجام داده‌است. در پی انجام این مأموریت اولیه، برنامه‌ریزی شده که فضاپیما، برای گسترش عملیات مشابه به بررسی عمیق سیارک ۹۹۹۴۲ آپوفیس بپردازد که اسیریس-اپکس (OSIRIS-APEX) نام خواهد داشت.
هزینهٔ این مأموریت در حدود ۸۰۰ میلیون دلار اعلام شده که این مبلغ راه‌اندازی خودرو سکوی پرتاب را که خود در حدود ۱۸۳٬۵ میلیون دلار است در برندارد. به گفتهٔ لاکهید مارتین که پیمان‌کار و سازندهٔ اسیریس-رکس است کارهای مربوط به مونتاژ و آزمایش فضاپیما را به اتمام رسانده‌است. این سومین مأموریت علوم سیاره‌ای است که برای برنامهٔ مرزهای نو انتخاب شده؛ پس از جونو و نیوهورایزنز، است. پژوهش‌گر اصلی این برنامه دانته لارت‌تا از دانشگاه آریزونا است.
در تاریخ ۲۰ اکتبر ۲۰۲۰، کاوشگر اسیریس-رکس در حدود ساعت ۶:۱۴ بعد از ظهر به وقت EDT با موفقیت بر سطح سیارک بنو فرود آمد و نمونه‌ای از سیارک را جمع‌آوری کرد.

## مأموریت

فیلم ساخته شده از ۳۶ فریم نگاره از سیارک بن‌نو توسط اسیریس-رکس در با دوربین PolyCam در فاصلهٔ حدود ۸۰ کیلومتر و در مدت ۴ ساعت و ۱۸ دقیقه گرفته شده. (۳ دسامبر ۲۰۱۸)

این مأموریت، که توسط آزمایشگاه مطالعات ماه و سیارات دانشگاه آریزونا، مرکز پروازهای فضایی گودارد ناسا، پرواز فضایی و مرکز سیستم‌های فضایی لاکهید مارتین توسعه یافته و برنامه‌ریزی شده‌است، تیم علمی آن شامل اعضایی از ایالات متحده آمریکا، کانادا، فرانسه، آلمان، بریتانیا و ایتالیا نیز هست.
پس از سفری که به در حدود دو سال زمان نیاز داشت، این فضاپیما در دسامبر سال ۲۰۱۸ به سیارک ۱۰۱۹۵۵ بن‌نو (۱۹۹۹ RQ36) رسید، و سپس ۵۰۵ روز نقشه‌برداری سطحی از فاصلهٔ حدود ۵ کیلومتر (۳٫۱ مایل) را شروع کرد. با استفاده از نتایج این نقشه‌برداری و بررسی آن توسط تیم مأموریت، سایت مناسب برای نمونه‌برداری انتخاب شد. و سپس روند تدریجی نزدیک شدن امکان بازشدن بازوی آن فراهم شد.
در نهایت، با گسترش بازوی روباتیک خود، فضاپیما به جمع‌آوری نمونه پرداخت.

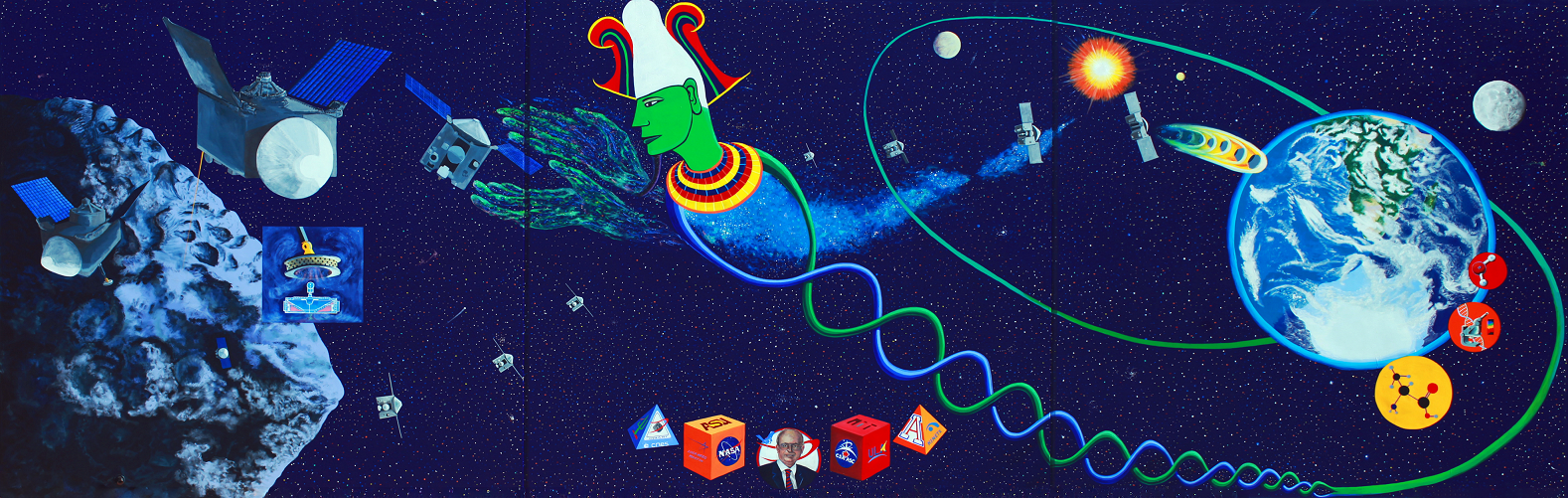
OSIRIS-ازیریس یا اسیریس ایزد جهان زیرزمینی و زندگی پس از مرگ در ادبیات مصر باستان است

نام این مأموریت؛ اسیریس، از مخفف سازی هدف‌های مورد توجه در این پروژه در اشاره به خدای اساطیری در فرهنگ مصر باستان اسیریس، «ایزد جهان زیرزمینی دنیای مردگان» انتخاب شد.
گزینش یک سیارک به عنوان هدف بررسی به این خاطر است که سیارک یک «کپسول زمان» از زمان پیدایش سامانه خورشیدی ما است. سیارک ۱۰۱۹۵۵ بنو به‌طور خاص، به دلیل داشتن مواد کربن‌ی غیر آلی؛ عنصری کلیدی در مولکول‌های آلی، لازم برای فراهم کردن زندگی، و همچنین نشان‌دهندهٔ وجود ماده پیش از تشکیل زمین است. مولکول‌های آلی مانند اسید آمینه قبلاً در نمونه‌های شهاب‌سنگ و دنباله‌دار یافت شده که نشان می‌دهد برخی از مواد ضروری برای زندگی می‌توانند به‌طور طبیعی در فضای بیرونی سنتز شوند.
پس از جمع‌آوری مواد (که می‌تواند از ۶۰ گرم تا دو کیلوگرم باشد) این نمونه با یک کپسول فضایی ۴۶ کیلوگرمی (۱۰۱ پوند) به همان شکل که نمونهٔ دنباله‌دار 81P / ویلد۲ در فضاپیمای فضاپیمای استارداست بازگردانده شد به زمین آورده می‌شود. سفر بازگشت به زمین کوتاه‌تر بود و کپسول در سپتامبر ۲۰۲۳ با استفاده از چتر در محدودهٔ آزمایشگاهی و آموزشی یوتا فرود آمد و از آن‌جا برای پردازش در یک مرکز تحقیق اختصاصی به مرکز فضایی جانسون منتقل شد.

## راه‌اندازی

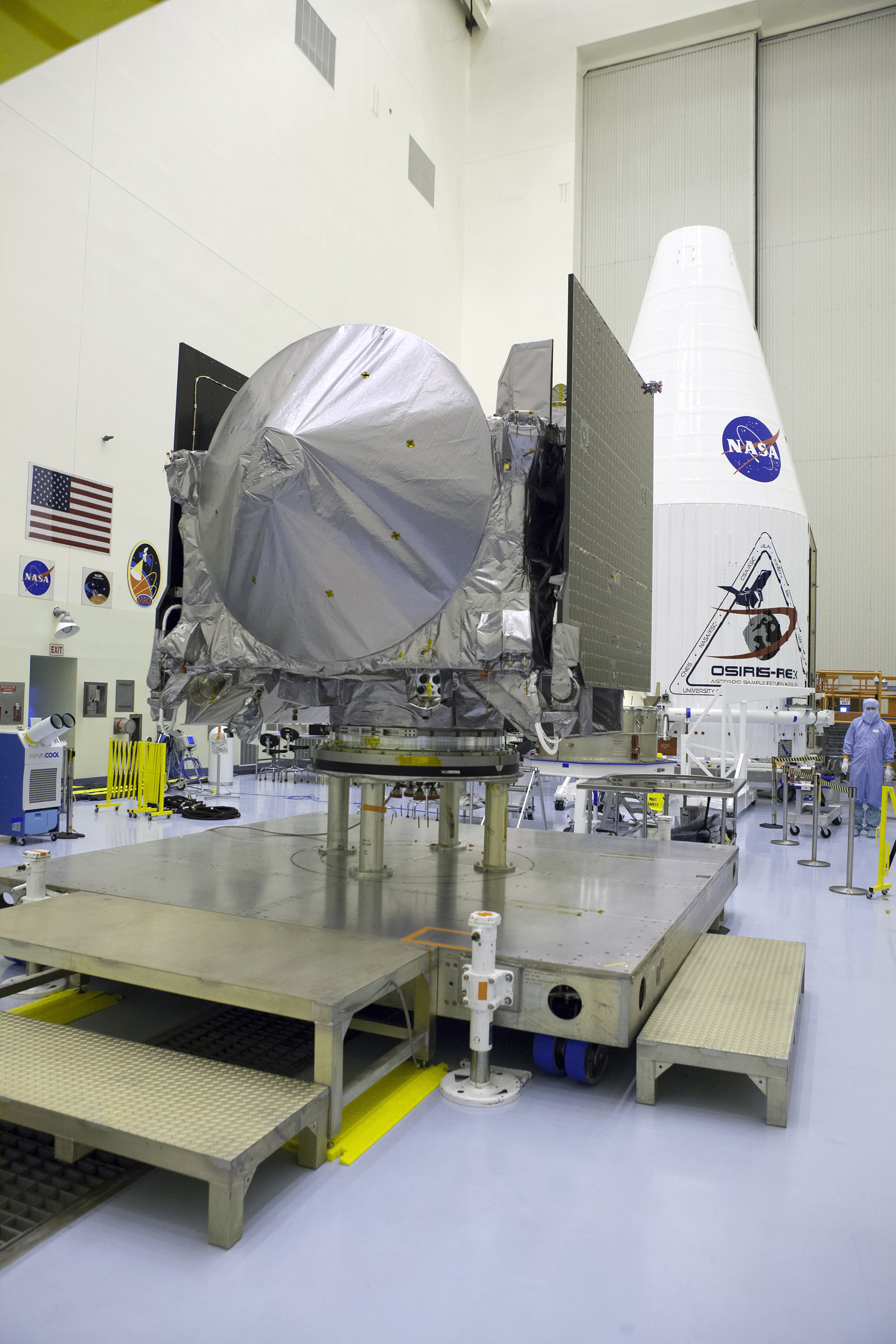
اسیریس-رکس در شکل آماده برای پرتاب

تاریخ راه‌اندازی اسیریس-رکس که در ۸ سپتامبر ۲۰۱۶ اعلام شده بود و توسط یک فروند موشک اتلس ۵ (۴۱۱) به دست گروه راه‌اندازی یو ال آ برابر طرح از پیش برنامه‌ریزی شده انجام شد. افراد علاقه‌مند می‌توانستند تقاضا کنند که نامشان یا اثر هنری ایشان در رابطه با «روح این مأموریت اکتشافی» که بر روی یک ریزتراشه با فضاپیما فرستاده شد ذخیره شود.
آثار هنری ارائه شده بر روی یک تراشه (آی‌سی) در فضاپیما ذخیره شد.

### کروز
اسیریس-رکس پس از راه‌اندازی سیستم پیشرانه و ایجاد پیوند ارتباطی با زمین، اندکی پس از جدایی از خودروی پرتابگر و استقرار موفق‌آمیز پانل خورشیدی، وارد فاز کروز شد. سرعت فرار هذلولی آن از زمین در حدود ۵٫۴۱ کیلومتر بر ثانیه (۳٫۳۶ مایل بر ثانیه). بود.

### ورود و بررسی
سوم دسامبر ۲۰۱۸، ناسا تأیید کرد که اسیریس-رکس سرعت و مدار خود را با سرعت و مدار بن‌نو در فاصله‌ای حدود ۱۹ کیلومتر مطابقت داده و به‌طور مؤثر به حوالی سیارک رسیده‌است. اسیریس-رکس مانورهای دقیق‌تر نزدیکتر شدن به سطح بنو را آغاز کرد، ابتدا در ماه دسامبر در حدود ۶٫۵ کیلومتری، تا با شکل و مدار بنو بیشتر هماهنگ شود. بررسی‌های طیف‌سنجی اولیه سطح سیارک توسط کاوشگر 'اسیریس-رکس، وجود  مواد معدنی هیدراته را به صورت رس تشخیص داد. در حالی که پژوهشگران حدس می‌زنند که بنو برای میزبانی آب جسمی بسیار کوچک بوده‌است؛ گروه‌های هیدروکسیل ممکن است پیش از جدا شدن بنو از پیکرهای بزرگ‌تر، آب در بدنهٔ مادر به‌وجود آمده باشد.

### نمونه‌برداری
پس از یک تلاش گسترده با سنجش از دور، در نهایت جایی که از آنجا نمونه‌برداری خواهد شد انتخاب می‌شود و تمرین‌ها و مانورهای منجر به رویداد نمونه‌برداری نهایی انجام خواهد گرفت. ابتدا برای به حداقل رساندن احتمال نشستن گرد و غبار بر سلول‌های خورشیدی در طول تماس، و همچنین کاستن از میزان آسیب در صورت افتادن، آرایه‌های خورشیدی که می‌توانند تا بیش از ۴۵ درجه بسته شوند به صورت ۷ در خواهند آمد. این حالت همچنین در زمان تماس، برای کمک به هدایت فضاپیما، با فاصله گرفتن بیشتر از سطح سیارک وضعیت بهتری است.

## بازگشت نمونه
پس از جدا شدن از سفینه فضایی، در ۲۴ سپتامبر سال ۲۰۲۳ در حدود ساعت ۸: ۴۲ صبح mdt (گرینویچ - ۰۶: ۰۰)، کپسول بازگشت ازیریس-رکس دوباره وارد اتمسفر زمین شد. ساعت ۸: ۵۲ a. m متر mdt (گرینویچ - ۰۶: ۰۰)کپسول بازگشت ازیریس-رکس در محدوده آزمون و تمرین یوتا، ۳ دقیقه زودتر از زمان پیش‌بینی شده، فرود آمد. ساعت ۱۰: ۱۵ صبح mdt (گرینویچ - ۰۶: ۰۰)، کپسول محل فرود را با هلیکوپتر ترک کرد. Asteroid sample material requests will be considered and distributed to organizations worldwide by ARES.

## هدف‌های علمی
اهداف علمی این مأموریت عبارتند از:
1. بازگرداندن و تجزیه و تحلیل یک نمونهٔ بکر از سنگپوش این سیارک کربنی در مقداری که به مطالعهٔ طبیعت، تاریخ، و نحوهٔ توزیع مواد معدنی تشکیل‌دهندهٔ آن، و مواد آلی در آن کافی باشد.

=# ایجاد نقشهٔ خواص جهانی، شیمی، و کانی‌شناسی یک سیارک کربن ابتدایی برای توصیف تاریخ زمین‌شناسی و پویا و فراهم‌کردن زمینه برای نمونه بازگشت.
1. مستندسازی بافت، مورفولوژی، ژئوشیمی، و خواص طیفی از سنگپوش در محلِ نمونه‌برداری‌شده در محل در مقیاس را به میلی‌متر.
2. اندازه‌گیری تأثیر یارکفسکی (یک نیروی حرارتی بر روی شی) بر یک سیارکِ بالقوهٔ خطرناک و محدود بودن عواملی که به این اثر کمک می‌کند.
3. توصیف خواص جهانی یکپارچه از یک سیارک کربن بدوی با مقایسهٔ مستقیم آن با داده‌های به دست آمدهٔ تلسکوپی زمینی از کل جمعیت سیارک‌ها.